# Gens Sestia

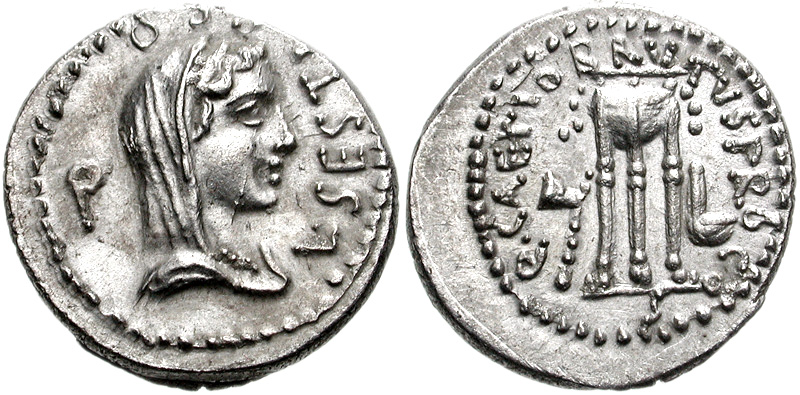
Denario coniato da Lucio Sestio, consul suffectus nel 23 a.C.

La gens Sestia era una famiglia patrizia minore dell'antica Roma. L'unico membro della gens a conseguire il consolato durante la Repubblica fu, nel 452 a.C., Publio Sestio Capitolino Vaticano, che l'anno successivo fece parte del collegio dei decemviri. Nessun altro membro della famiglia compare nei Fasti consulares ad eccezione di Lucio Sestio, console suffetto nel 23 a.C. all'inizio dell'epoca imperiale.

## Origini
Il nomen Sestio è talvolta confuso con quello di Sextio, e le due famiglie possono in effetti condividere un'origine comune, ma gli scrittori romani li consideravano gentes distinte. Se Sestio e Sextio sono due forme dello stesso nome, allora Sestio è probabilmente un cognome patronimico, basato sul comune praenomen Sesto. Lo stesso nome diede origine anche alla gens Sextilia, di origine plebea. I Sestii plebei conosciuti dalla tarda Repubblica potrebbero essere discendenti di liberti o di Sestii che hanno rinunciato al loro status patrizio.

## Praenomina
I praenomina principali usati dai Sestii includevano Publio, Lucio, Vibio e Tito. I Sestii sono l'unica famiglia patrizia conosciuta ad aver usato Vibio. L'epigrafia fornisce anche un esempio del raro praenomen Fausto che, sebbene fosse stato portato da una liberta, non è chiaro se in precedenza appartenesse a membri di questa antica famiglia.

## Rami ecognomina
L'unico cognomen dei primi Sestii è Capitolino, probabile richiamo al Campidoglio, dove la famiglia doveva originariamente aver vissuto. Il console del 452 a.C. portava l'agnomen Vaticano, riferendosi presumibilmente a qualche associazione con il Colle Vaticano, aldilà del Tevere. Verso la fine della Repubblica, si trovano i cognomina Pansa, che significa "dai piedi larghi",e Gallo, che poteva indicare l'uccello domestico o proveniente dalla Gallia.

## Membri
- Vibio Sestio Capitolino, nonno di Publio Sestio Capitolino Vaticano, console nel 452 a.C.;
- Publio Sestio Capitolino, padre di Publio, il console del 452 a.C.;
- Publio Sestio Capitolino Vaticano, console nel 452 a.C.; L'anno successivo fu uno dei decemviri incaricati di redigere le prime leggi delle X tavole del diritto romano;[6]
- Publio Sestio, accusato di omicidio da Gaio Giulio Iullo, uno dei decemviri nel 451 a.C.;[7]
- Publio Sestio, questore nel 414 a.C.;[8]
- Lucio Sestio, padre di Publio Sestio, ricoprì la carica di tribuno della plebe;[9]
- Publio Sestio, pretore nel 53 a.C.; fu amico e alleato di Cicerone, da cui fu difeso nel 56 a.C. Era alleato di Pompeo allo scoppio della guerra civile, ma successivamente passò con Cesare, che lo inviò in Cappadocia nel 48 a.C.;[10]
- Lucio Sestio Pansa, a cui si oppose nel 54 a.C. Quinto Tullio Cicerone, fratello minore di Cicerone;[11]
- Publio Sestio, al quale Cicerone scrisse verso il 53 a.C., che fu condannato per un reato sconosciuto;[12]
- Tito Sestio Gallo, il proprietario della terra dove Publio Clodio Pulcro fu assassinato da Milone nel 52 a.C.;[13]
- Lucio Sestio Albaniano Quirinale, figlio di Publio Sestio, console suffetto nel 23 a.C.[14]
- Fausta Sestia Amaryllis, una liberta morta a venti anni, sepolta assieme ai liberti Lucio Sestio Carre e Publio Ceseno Cerdone.[3]

### Fonti primarie
- Cassio Dione, Storia romana
- Cicerone, Epistulae ad familiares
- Cicerone, Epistulae ad Quintum fratrem
- Cicerone, Pro Milone
- Cicerone, Pro Sestio
- Tito Livio, Ab Urbe condita libri

### Fonti secondarie
- T. Robert S. Broughton, The Magistrates of the Roman Republic: 509 b.C. - 100 b.C., vol. I, New York, The American Philological Association, 1951.
- George Davis Chase, The Origin of Roman Praenomina, in Harvard Studies in Classical Philology, vol. VIII, 1897.
- (EN) William Smith (a cura di), Dictionary of Greek and Roman Biography and Mythology, I, 1870.
- (EN) William Smith (a cura di), Dictionary of Greek and Roman Biography and Mythology, III, 1870.